# جورج فون نيوماير

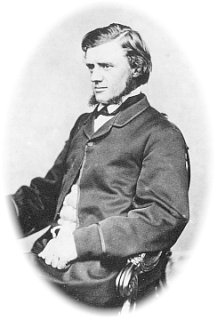
جورج فون نيوماير

كان جورج بالتازار فون نيوماير(21 يونيو 1826 – 24 مايو 1909) مستكشفًا وعالمًا ألمانيًا كان مؤيدًا لفكرة التعاون الدولي في مجال الأرصاد الجوية والمراقبة العلمية.

## سيرة شخصية

### السنوات المبكرة
ولد في كيرشيمبولاندن، بالاتينات، أنهى نوماير تعليمه في الجيوفيزياء والهيدروغرافيا في ميونيخ، بافاريا في عام 1849 ؛ وأصبح مهتمًا كثيرًا بالاستكشاف القطبي، واصل دراساته في المغناطيسية الأرضية، وعلوم المحيطات، والملاحة، وعلم الفلك البحري. للحصول على خبرة عملية، قام برحلة إلى أمريكا الجنوبية، وبعد عودته ألقى سلسلة من المحاضرات في هامبورغ حول نظريات موري عن المحيط، والتحسينات الأخيرة في الملاحة. ثم قرر الذهاب إلى أستراليا، حيث تم شحنه كبحار قبل الصاري، ووصل إلى سيدني في عام 1852.
بعد تجربة ثروته في حقول الذهب، ألقى نيوماير محاضرات عن الملاحة للبحارة، وقضى بعض الوقت في تسمانيا في مرصد هوبارت. عاد إلى ألمانيا في عام 1854 مقتنعًا بأن أستراليا تقدم مجالًا كبيرًا للاستكشاف العلمي، وحصل على دعم ملك بافاريا والتشجيع من كبار العلماء البريطانيين. أبحر مرة أخرى إلى أستراليا ووصل إلى ملبورن في يناير 1857. طلب من حكومة فيكتوريا تزويده بموقع مرصد، وحوالي 700 جنيه إسترليني للمبنى، وحوالي 600 جنيه إسترليني سنويًا للنفقات. كان قد أحضر معه مجموعة من الأدوات المغناطيسية والبحرية والجوية بقيمة 2000 جنيه إسترليني، والتي قدمها ملك بافاريا.
اقترح نيوماير موقعًا مناسبًا وهو قطعة أرض ليست بعيدة عن الموقع الحالي للمرصد، لكن هذا لم يمنح. ومع ذلك، سُمح له باستخدام مباني محطة الإشارة في فلاغستاف هيل لإنشاء مرصد فلاجستاف للجيوفيزياء والمغناطيسية والعلوم البحرية في ما يعرف الآن باسم حدائق فلاغستاف في ملبورن، أستراليا. واعتبارًا من 1 مارس 1858، واصل التسجيل المنهجي لبيانات الأرصاد الجوية والبحرية. بعد بضعة أسابيع أضاف ملاحظات منتظمة حول كهرباء الغلاف الجوي والتغيرات في العناصر المغناطيسية.
بين عامي 1858 و 1863، قام هو وفريق من المساعدين باستخراج البيانات من مئات سجلات السفن التي تم تحليلها بعد ذلك للعثور على أفضل طريق بأقصى سرعة وأمان للسفن الشراعية التي تسافر بين أوروبا وأستراليا. للحصول على الدفاتر، وضع إعلانات في الجريدة الرسمية للحكومة الفيكتورية، ووضع لافتات في دار جمارك ملبورن، يطلب من ربابنة السفن القادمة إيداع سجلاتهم في مكاتبه في مرصد فلاغستاف مع وعد بإعادتهم في غضون أربعة أيام. تم فحص أكثر من 600 سجل وتم تحليل المعلومات المستخرجة ونشر الاستنتاجات في النصف الثاني من كتاب نُشر عام 1864.
تم انتخاب نيوماير مستشارًا للجمعية الملكية في فيكتوريا عام 1859، ونائبًا للرئيس عام 1860 وعضوًا مدى الحياة عام 1864.

### بعثة بورك وويلز
نجح ويليام جون ويلز، الرجل الثاني في قيادة بعثة بورك وويلز، في نجح جيه دبليو أوزبورن كمساعد نيوماير في مرصد فلاغستاف حتى غادرت البعثة من ملبورن في 20 أغسطس 1860. كان نوماير عضوًا في لجنة الاستكشاف التابعة للجمعية الملكية لفيكتوريا التي نظمت الرحلة الاستكشافية. انضم نيوماير إلى البعثة في سوان هيل لإجراء ملاحظاته المغناطيسية. بقي مع بورك وويلز حتى نهر دارلينج في بيلباركا، قبل أن يعود إلى مناطق فيكتوريا المستقرة.

### ميراث

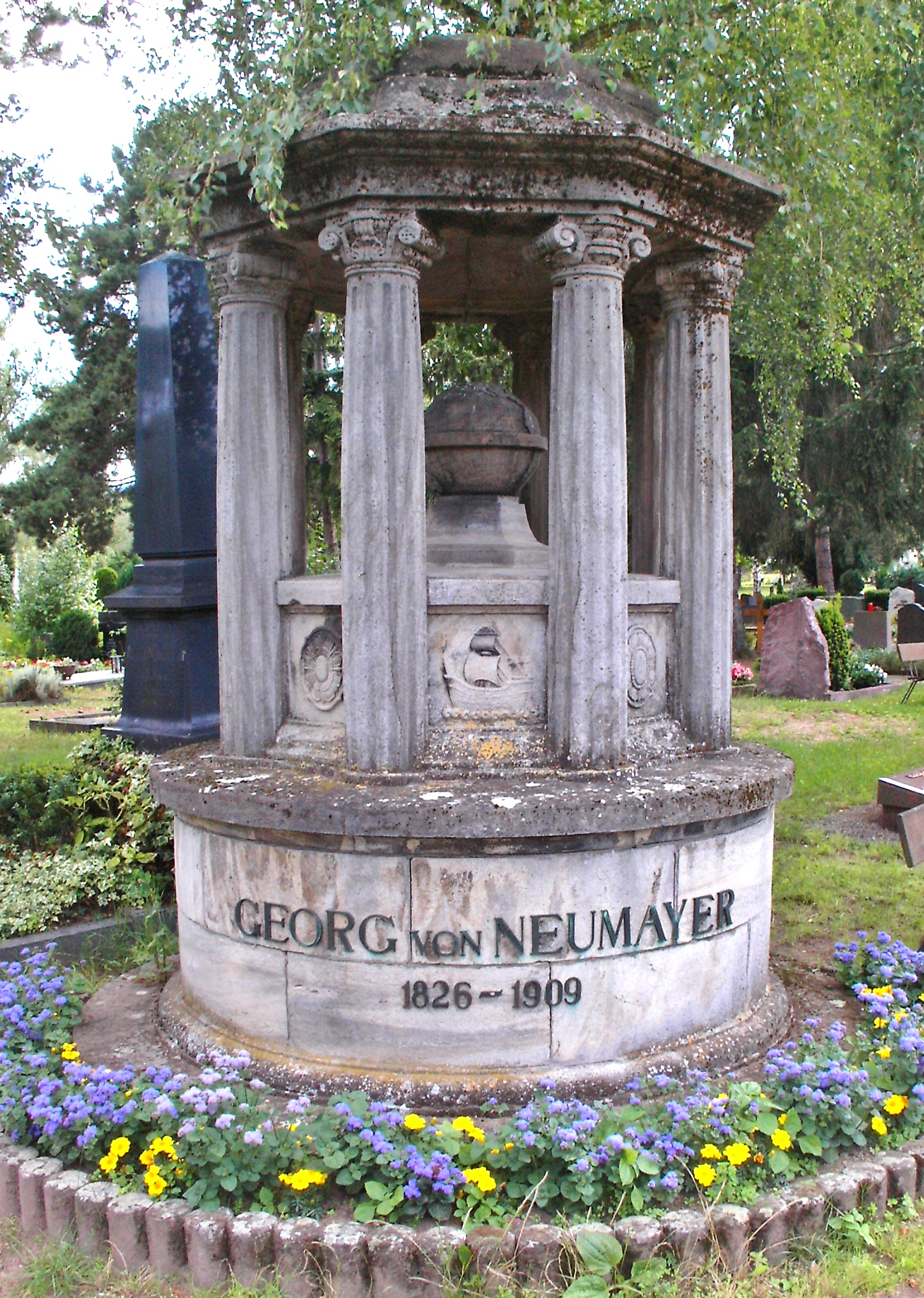
قبر Neumayer ، Neustadt an der Weinstraße

نشر في عام 1860، نتائج مراقبة الارصاد المغناطيسية والبحرية والجوية من مارس 1858 إلى فبراير 1859 ، وسافرًا كثيرًا في فيكتوريا فيما يتعلق بالمسح المغناطيسي للمستعمرة. نشر نتائج الارصاد الجوية 1859-1862 والملاحظات الملاحية 1858-1862 في عام 1864، وفي نفس العام عاد إلى ألمانيا. في عام 1867، طرح مناقشته عن مراقبة الارصاد الجوية والمغناطيسية التي أجريت في مرصد فلاجستاف، وفي عام 1869 ظهرت نتائجه القيمة للغاية للمسح المغناطيسي لمستعمرة فيكتوريا - 1858-1864.
في وقت لاحق، قام بتنظيم «بعثة الغزال». (1874-1876) وكان مدير المنظمة الهيدروغرافية «دويتشه سيوارت» (1876-1903). ترأس اللجنة القطبية الدولية في عام 1879 مع كارل فيبرخت، وأسس أول سنة قطبية دولية 1882/83 وسنة أنتاركتيكا 1901. في عام 1895، أنشأ فون نيوماير اللجنة الألمانية لاستكشاف القطب الجنوبي، والتي بلغت ذروتها في أول بعثة استكشافية ألمانية في القارة القطبية الجنوبية في عام 1901، ما يسمى ببعثة غاوس.
في عام 1890 شارك في تأليف أول أطلس سحابة.
جاء المستكشف القطبي رولد أموندسن للدراسة تحت قيادة نيوماير في عام 1900.  في نفس العام، تم تعيين نيوماير قائدًا لوسام الاستحقاق للتاج البافاري.
توفي نيوماير عام 1909 في نويشتاد ان دير فاينشتراسه. أعطى اسمه لمحطة الأبحاث القطبية الألمانية في أنتاركتيكا، «محطة نيوماير» المهجورة الآن. هذه المحطة المأهولة على مدار العام مغطاة بالكامل بالجليد والثلج (مدفونة 10 أمتار تحت السطح) وتقع في منطقة بحر ويدل (08 15W ، 70 35S). كانت الخلفية محطة نيوماير II والتي تم التخلي عنها بعد ذلك. المحطة الوحيدة المستخدمة الآن هي محطة نيوماير. مواضيع البحث هي الملاحظات الدائمة للمجال المغناطيسي للأرض، والتسجيلات الزلزالية، والتحقيقات فوق الصوتية، والأرصاد الجوية، وكيمياء الهواء.

## روابط خارجية
- Hidden in ice and snow - the Neumayer Station in the Antarctic
- The Royal Society of Victoria.
- Burke & Wills Web A comprehensive website containing many of the historical documents relating to the Burke & Wills Expedition.
- The Burke & Wills Historical Society The Burke & Wills Historical Society.

## فهرس
- Georg Neumayer, "Die internationale Polarforschung" (Berlin 1886 / 2 volumes).
- Georg Neumayer, "Auf zum Südpol" (Berlin 1901).
- Georg Neumayer, "Description and system of working of the Flagstaff Observatory". In J. Macadam (Ed.), Transactions of the Philosophical Institute of Victoria: From January to December 1858 inclusive. Vol. III. (Melbourne 1859).
- Georg Neumayer, "Results of the Magnetic Survey of the Colony of Victoria. Executed during the years 1858-1864" (Mannheim 1869).
- Edward Heis and George Neumayer, "On Meteors in the Southern Hemisphere" (Mannheim 1867).
- R.W. Home, "Neumayer, Humboldt and the search for a global physics", Proceedings of the Royal Society of Victoria, 123 (1) 2011, pp. 2–10.
- Douglas Morrison, "Georg Neumayer's magnetic survey of the colony of Victoria 1858-1864," Proceedings of the Royal Society of Victoria, 123 (1) 2011, pp.48-61.